# Wilhelm Krahmer

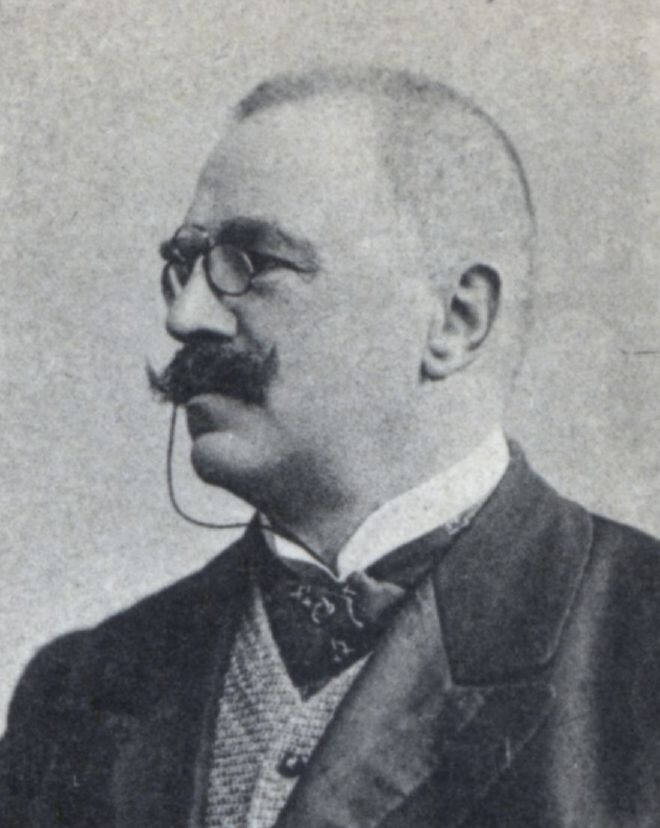
Wilhelm Krahmer als Reichstagsabgeordneter 1912

Wilhelm Krahmer (* 29. August 1846 in Belgen bei Gossow; † 21. Dezember 1922 in Königsberg in der Neumark) war Rittergutsbesitzer und Mitglied des Deutschen Reichstags.

## Leben
Krahmer besuchte die Gymnasien in Stettin und Berlin und machte das Abiturientenexamen auf dem Werderschen Gymnasium. Er studierte 1 ½ Semester Rechtswissenschaft in Genf und Berlin. Danach hat er das Studium aufgegeben und ist im Jahre 1869 auf Avancement, nach halbjähriger Dienstzeit, als Einjährig-Freiwilliger bei dem 2. Garde-Ulanen-Regiment, in das Kürassier-Regiment Königin (Pom.) Nr. 2 in Pasewalk eingetreten. Den Krieg 1870/71 hat er als Offizier mitgemacht und 1883 als Rittmeister den Abschied genommen. Er war Rittergutsbesitzer in Belgen, Kreis-Feuersozietätsdirektor, Vorsitzender der Kreiskrankenkassen, Kreistagsmitglied und Mitglied der Landwirtschaftskammer. Am 8. April 1911 wurde er in einer Nachwahl als Abgeordneter des Wahlkreises Frankfurt/Oder 3 Mitglied des Preußischen Hauses der Abgeordneten, dem er bis 1913 angehörte. Er erhielt das Eiserne Kreuz II. Klasse, den Roten Adlerorden IV. Klasse, den Kronenorden III. Klasse und das Waldecksche Verdienstkreuz III. Klasse.
Von 1912 bis 1918 war er Mitglied des Deutschen Reichstags für den Wahlkreis Regierungsbezirk Frankfurt 3 (Königsberg (Neumark)) und die Deutschkonservative Partei.